# William Oughtred

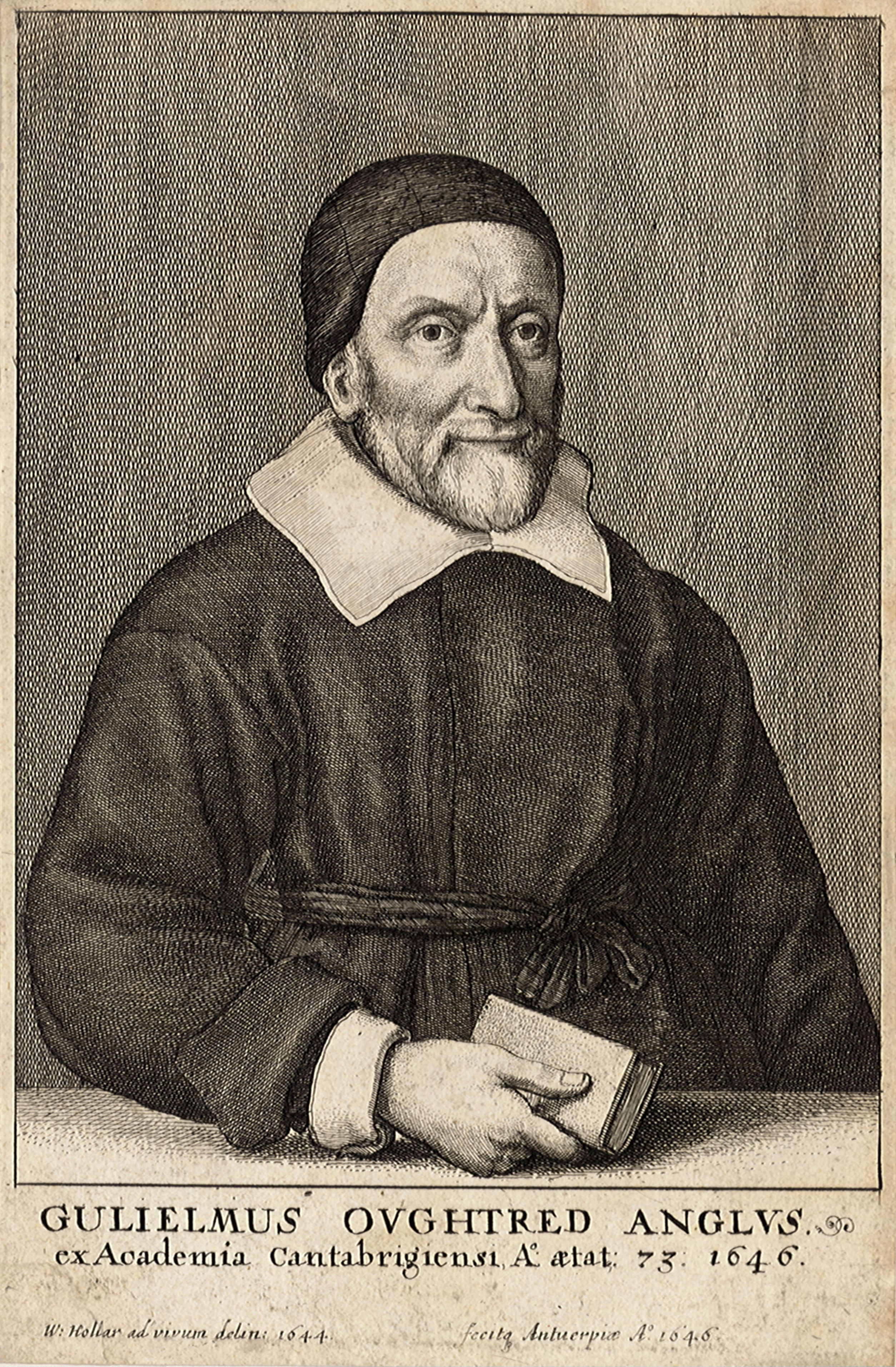
William Oughtred, av Wenceslaus Hollar.

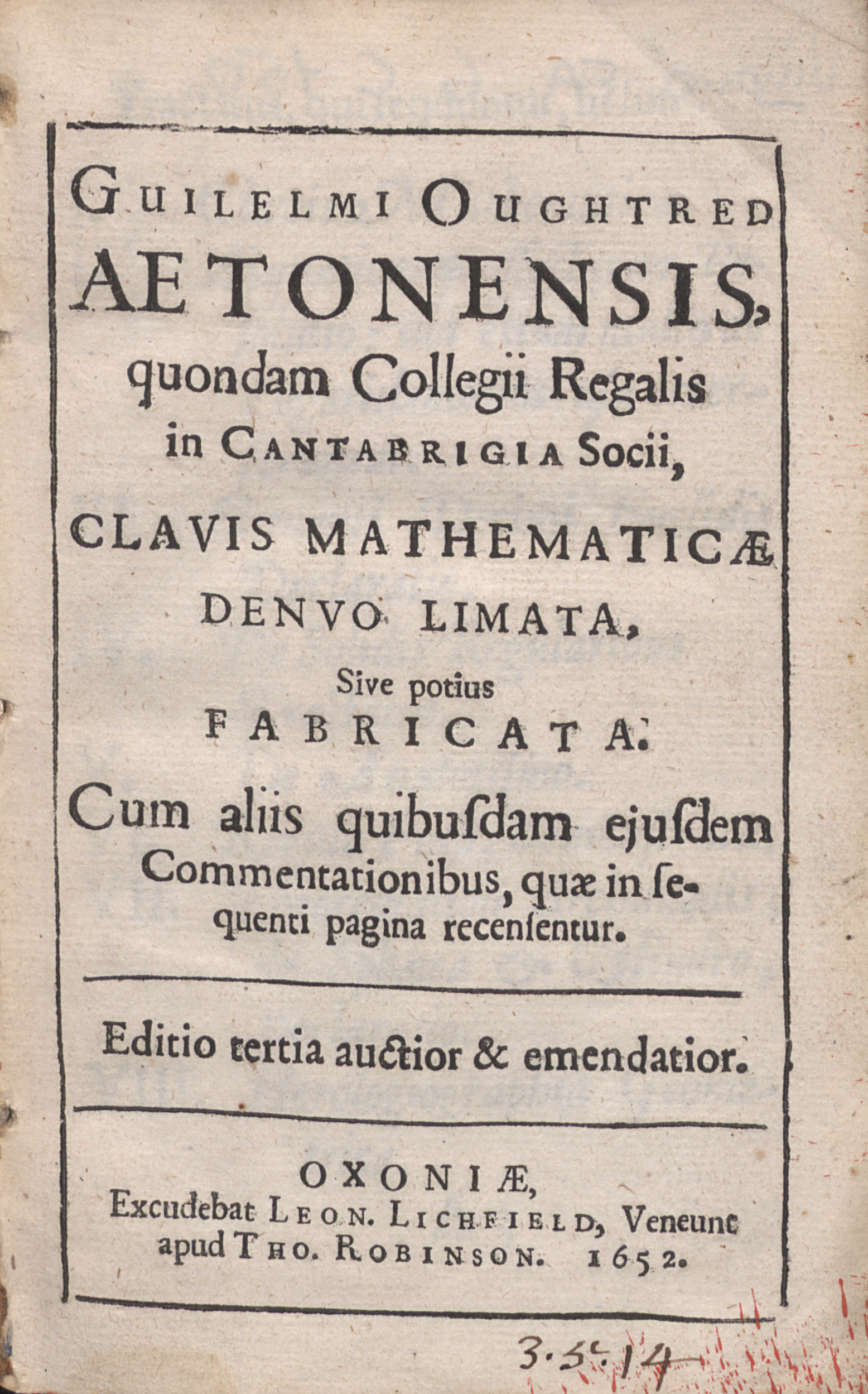
Clavis mathematicae, 1652.

William Oughtred, född 5 mars 1574 i Eton, Buckinghamshire (numera Berkshire), död 30 juni 1660 i Albury, Surrey, var en engelsk matematiker.
Trots att John Napier upptäckte logaritmen och Edmund Gunter konstruerade logaritmiska skalor (linjaler) som räknestickan bygger på, var det Oughtred som först lät två sådana skalor glida mot varandra för att direkt utföra multiplikation och division; därför räknas han som uppfinnaren av räknestickan år 1622. Oughtred införde också "×" som multiplikationstecken och förkortningarna "sin" och "cos" för funktionerna sinus och cosinus.
Oughtred föddes vid Eton och studerade vid King's College, Cambridge, där han utnämndes till fellow. Han prästvigdes och lämnade University of Cambridge omkring 1603, för pastoratet i Albury i närheten av Guildford i Surrey. Cirka 1628 utnämndes han av Thomas Howard, 21st Earl of Arundel, till matematiklärare för dennes son. Han utbytte tankar med flera av sin tids lärda inom matematik; och hans hem besöktes ofta av elever från olika håll. Det sägs att han omkom i glädjeruset efter nyheten att brittiska parlamentet röstat för att återupprätta monarkin och Karl II efter Oliver Cromwells död.
Till hans lärjungar räknas John Wallis, Christopher Wren, Richard Delamain och Seth Ward.
Han skrev flera matematiska verk, däribland Clavis Mathematicae (1631, Nyckel till matematiken), en avhandling om navigering med titeln Circles of Proportion (1632), arbeten om trigonometri och konstruktion av skalor, Easy Method of Mathematical Dialling (cirka 1600), samt Opuscula Mathematica (postumt, 1676).